# Lawrence-Syndrom
Das Lawrence-Syndrom gehört zu den Nicht familiären lipodystrophen Syndromen und geht mit einem Verlust des Fettgewebes  (besonders des subkutanen in Gesicht, Armen, Beinen, Handinnenflächen und Fußsohlen), sowie einer Insulinresistenz einher. Daher ist es auch eine seltene Ursache für einen Diabetes mellitus und einen kardiovaskulären Risikofaktor.
Synonyme sind: Erworbene generalisierte Lipodystrophie; Diabetes, erworbener lipoatrophischer; Lawrence-Seip-Syndrom
Die Namensbezeichnung bezieht sich auf den Autor der Erstbeschreibung aus dem Jahre 1946 durch R. D. Lawrence.
Im Gegensatz zur Lipodystrophie Typ Berardinelli handelt es sich nicht um eine angeborene, sondern um einen erworbene Form der Lipodystrophie.

## Verbreitung
Die Häufigkeit wird mit 1–9 auf 100.000 Personen angegeben, weltweit sind über einhundert Personen betroffen. Das weibliche Geschlecht ist im Verhältnis 3 zu 1 häufiger betroffen.

## Ursachen
Die Auslöser sind bislang nicht bekannt, vermutet werden Infektionen wie Masern und Hepatitis als Auslöser.

## Einteilung
Drei Formen der Krankheit wurden beschrieben:
- Form mit Pannikulitis und darauf folgender Lipatrophie
- Autoimmune Form, häufig mit Hepatitis, Hashimoto-Thyreoiditis, Hämolytischer Anämie, Dermatomyositis und Sjögren-Syndrom assoziiert
- Idiopathische Form

## Klinische Erscheinungen
Klinische Kriterien sind:
- sekundäre bei Kindern, Jugendlichen oder später auftretende Lipatrophie
- Heißhunger und beschleunigtes Wachstum in der Adoleszenz
- bei einem Drittel Akanthosis nigricans und Polyzystisches Ovar-Syndrom
- Hepatomegalie mit Fettleber

## Diagnose
Bei der Blutuntersuchung fallen Hyperinsulinämie und Diabetes mellitus mit Insulinresistenz auf, häufig auch Hypertriglyzeridämie und vermindertes Leptin und Adiponectin im Blutplasma. Ferner können Proteinurie und Störungen der Produktion von Wachstumshormonen auftreten.

## Differentialdiagnose
Abzugrenzen sind andere Formen extremer Insulinresistenz wie Rabson-Mendenhall-Syndrom, Leprechaunismus, Lipodystrophie Typ Berardinelli und Insulinresistenz-Syndrom Typ A und Insulinresistenz-Syndrom Typ B.

## Therapie
Die Therapie der Erkrankung zielt besonders auf die Stoffwechselsymptome (Insulinresistenz), zumal ihre Prognose wohl vom Auftreten kardiovaskulärer Erkrankungen bestimmt wird.